# Tony Settember
Anthony Frank "Tony" Settember (Manila, Gran Manila, 10 de julio de 1926-Reno, Nevada, 4 de mayo de 2014) fue un piloto de automovilismo de velocidad estadounidense.

## Carrera deportiva
Participó en dos Campeonatos del Mundo de Fórmula 1 consecutivos, en 1962 y 1963. Debutó el 21 de julio de 1962 en el Gran Premio de Gran Bretaña, disputado en el circuito de Aintree. Settember participó en un total de siete pruebas puntuables para el campeonato de Fórmula 1, consiguiendo una undécima posición como mejor clasificación en una carrera y ningún punto en el campeonato del mundo de pilotos.
También participó con el británico John Turner en las 24 Horas de Le Mans 1962 con un Chevrolet Corvette C2, consiguieron dar 150 vueltas y terminaron en la posición 31.

## Resultados

### Fórmula 1
(Clave) (negrita indica pole position) (cursiva indica vuelta rápida)

| Año     | Escudería            | 1       | 2       | 3       | 4       | 5       | 6       | 7       | 8   | 9       | 10  | Pos. | Puntos |
| ------- | -------------------- | ------- | ------- | ------- | ------- | ------- | ------- | ------- | --- | ------- | --- | ---- | ------ |
| 1962    | Emeryson Cars        | NED     | MON     | BEL     | FRA     | GBR 11  | GER     | ITA Ret | USA | RSA DNP |     | NC   | 0      |
| 1963    | Scirocco Racing Cars | MON DNP | BEL Ret | NED DNP | FRA Ret | GBR Ret | GER Ret | ITA DNQ | USA | MEX     | RSA | NC   | 0      |
| Fuente: |                      |         |         |         |         |         |         |         |     |         |     |      |        |